# Amylobasidium
Amylobasidium is een monotypisch geslacht van schimmels behorend tot de familie Corticiaceae. Het geslacht kent een soort, namelijk Amylobasidium tsugae.